# 知床旅情
「しれとこ旅情」（しれとこりょじょう）は、民謡「さらばラウスよ」に、森繁久彌が新たな歌詞を追加した楽曲。初出時の題は『しれとこ旅情』。後に「知床旅情」の表記にされた。1960年発表。

## 解説
知床を舞台にしたご当地ソング。知床とは、北海道北東部に位置する知床半島一帯をさす。知床国立公園があり、2005年7月17日には世界遺産に登録された。
楽曲は1960年、戸川幸夫『オホーツク老人』を原作とする映画『地の涯に生きるもの』の撮影クルーが知床半島の羅臼村（現・羅臼町）に長期滞在した際に制作された。劇中では森繁久彌演じる父親が出征する息子に向けて歌う惜別の曲となっている。息子役の山﨑努によれば、森繁による追加の作詞は撮影当日に即興で行われたという。「さらば羅臼よ」は昔から地元で歌われてきた曲だったが、うろ覚えの住民が多く、詞も曲も不確かだった。それらを取材し採譜・採詞したのは、映画助監督の吉松安弘であった。
1962年の大晦日に放送された第13回NHK紅白歌合戦では、森繁久彌自身によって披露された。1963年、森繁久彌が歌う元歌の「オホーツクの舟唄」のシングルレコードのB面にザ・エコーズの歌唱で収録、1965年に森繁がセルフカバーをしたものがシングルレコードとして再発売された。後に加藤登紀子のカバーがヒットすると、森繁盤も売れ行きを伸ばし、1971年時点で森繁盤の売上は40万枚を記録した。
1975年3月にNHKホールで挙行された日本放送協会開局50周年記念式典において、昭和天皇と香淳皇后の御前で「知床旅情」を歌唱している。
1971年に加藤登紀子がリリースしたアルバム『日本哀歌集』で取り上げ、徐々に人気に火がついた。同年のオリコンのヒットチャートで7週連続の1位を獲得、同年のオリコン年間チャートで2位にランクインした。加藤盤の累計売上は140万枚（または138万枚）。また、同楽曲で第22回NHK紅白歌合戦に初出場をしたほか、1969年に続いて2度目の第13回日本レコード大賞・歌唱賞を受賞している。同楽曲のヒットの要因としては、当時日本国有鉄道がディスカバー・ジャパンのキャンペーンを展開していたことの相乗効果もあったといわれている。
なお、加藤版の歌詞は加藤がうろ覚えのまま歌っていたため、森繁版とは若干異なる。加藤は1968年、後に夫となる藤本敏夫との初デートで、別れの時に初めて「知床旅情」を聴いた。
加藤は1980年代には中国でコンサートを行っており、残留日本人孤児と共に中国語でこの曲を歌い、泣いたことがある。
NHK紅白では、およそ20年後の第41回NHK紅白歌合戦でも加藤登紀子によって歌われた。2005年、第56回NHK紅白歌合戦の開催にあたりNHKが大々的に行ったアンケート「スキウタ〜紅白みんなでアンケート〜」では、紅組対象の上位99位にランクインした。
1993年と1997年に教育出版が発行する中学校の音楽教科書に掲載されている。
目梨郡羅臼町にある、海に面した「しおかぜ公園」には、森繁久彌が出演した上記映画『地の涯に生きるもの』の老人の像と、「知床旅情」の歌碑が建立されている。また、斜里郡斜里町のウトロ地区のウトロ港の近くにある三角岩の前にも、「知床旅情」の歌碑がある。
歌詞には知床の名所・名物が多く登場する。例えば、斜里町の町花が「はまなす」、その斜里町と本楽曲の歌碑がある「ラウス（羅臼）」を結ぶ国道334号にある「峠」から「クナシリ」を望むことが出来る（「」は歌詞に登場する単語）。
この曲については、高木東六から出だしが「早春賦」に類似していると指摘された。また、歌詞にある「白夜（びゃくや）」についても、北海道では白夜は見られないことや、正しい読みは「はくや」であると指摘された。「白夜」についても、「知床旅情」以後全国では「びゃくや」の読みが一般化したとされ、NHKでも「びゃくや」を標準読みにしている。また、森繁は2番の歌詞にある「ピリカ」をアイヌメノコ=若い女性の意味のつもりで歌っていたが羅臼地方で「ホッケの幼魚」の意味で使われることを知り、気にかかっていたという。
2019年（令和元年）11月24日からは、小田急小田原線千歳船橋駅の接近メロディに採用された。これは森繁が長年世田谷区船橋に在住しており、森繁の没後10年を記念して導入されたものである。

## シングル

### 森繁久彌盤
1. しれとこ旅情
作詞・作曲：森繁久彌／編曲：山本直純
2. 旅がらす
作詞：久保田宵二／作曲：古賀政男／編曲：佐伯亮
中野忠晴のカバー[1]。
  - （日本コロムビア／SAS-531）

### 加藤登紀子盤
1. 知床旅情
作詞・作曲：森繁久彌／編曲：竹村次郎
2. 西武門（にしんじょう）哀歌
作詞・作曲：川田松夫／編曲：竹村次郎
  - （日本グラモフォン/ポリドール DR-1572）[注 5]

## オホーツクの舟唄
オホーツクの舟唄は、「知床旅情」の元歌で森繁久彌が作詞・作曲している。
歌詞は1番・2番で知床の冬の厳しさを歌い、3番で春の訪れを喜ぶとともに、かすかに見える国後を「我がふるさと」と言い、いつか帰れる日を願う、というものである。なお、楽曲のテーマ性から北方領土返還を訴える啓発運動で歌われたりもしている。
この「オホーツクの舟唄」は、1963年に森繁自身もレコーディングし、シングルレコードとして発売しているが、倍賞千恵子が主に歌っており、1976年にシングルレコードとして発売し、また倍賞自身のアルバムに収録されている。
森繁久彌は『徹子の部屋』の第1回のゲストで、放送の中でこのタイトルで歌唱をした。

### シングル

#### 森繁久彌盤
1. オホーツクの舟唄
作詞・作曲：森繁久彌／編曲：浜坂福夫
映画『地の涯に生きるもの』主題歌
2. しれとこ旅情
作詞・作曲：森繁久彌／編曲：小杉仁三／歌：ザ・エコーズ
  - （日本コロムビア／SAS-61）

#### 倍賞千恵子盤
1. オホーツクの舟唄 (知床旅情)（5分13秒）
作詞・作曲：森繁久彌／編曲：小川寛興
2. 誰がきめたの（3分6秒）
作詞：森繁久彌／作曲・編曲：小川寛興
  - （キングレコード／GK-12）

## カヴァーした主な歌手
- 石原裕次郎
- 岡村喬生
- 田端義夫
- 岡本知高
- 包娜娜
- 梶芽衣子
- 春日八郎 - 1973年、アルバム『春日八郎演歌百選』に収録。
- 加藤登紀子 - 1971年、2度目の第13回日本レコード大賞歌唱賞受賞。
- 木山裕策 - 2020年、アルバム『月 美しき日本の抒情歌』に収録。
- 小林旭 - アルバム『GOLDEN☆BEST 小林旭 ヒット全曲集』に収録。
- 小柳ルミ子 - ファースト・アルバム『私の十二曲 小柳ルミ子 日本抒情歌集』に収録。加藤盤発売の数ヶ月前。
- 佐良直美 - アルバム『素晴らしいフォークの世界』に収録。
- シュリークス - シングル盤EXPRESS ETP-2398
- 藤圭子 - 1973年、LP『演歌全集8枚組「故郷」』。2010年CD-BOX『藤圭子 艶・怨・演歌「ふるさと・叙情を歌う」』に収録。
- 宗次郎（演奏のみ）
- 西田敏行 - 映画『釣りバカ日誌20 ファイナル』劇中歌
- 倍賞千恵子 - 1976年、「オホーツクの舟唄（知床旅情）」。アルバム『GOLDEN☆BEST 倍賞千恵子 まるで映画のひとこまのように…』に収録。
- ザ・ピーナッツ - 「華麗なる ザ・ピーナッツの世界 50年だよピーナッツ!」に収録。
- 美空ひばり - CD-BOX『美空ひばりCD-BOX〜絆〜』に収録。
- 三橋美智也 - アルバム『哀愁演歌』に収録。
- 三山ひろし - 2021年、アルバム『こころの歌～三山ひろし叙情歌を唄う～』に収録。
- 石川さゆり - アルバム『あいあい傘』に収録。
- 雷鼓
- What's Love?+畠山美由紀&こだま和文 - アルバム『温故知新』に収録。
- 桑田佳祐（サザンオールスターズ） - 2001年2月9日にフジテレビ系列で放送された『桑田佳祐の音楽寅さん 〜MUSIC TIGER〜』で、知床半島をバックに歌唱。また、TOKYO FM系列で放送されているラジオ番組『桑田佳祐のやさしい夜遊び』でも何度かカバーされている。また、サザンの楽曲「東京VICTORY」はこの曲のオマージュだと『週刊文春』2014年9月18日号でのインタビュー特集『僕はポップスとニッポンを愛す』の中で公言している[注 7][14]。
- 比嘉栄昇

## 関連作品
- 続青春歌年鑑 1971
- DREAM PRICE 1000 加藤登紀子 知床旅情
- 知床旅情 the 40th Anniversary
- 男はつらいよ 知床慕情